# Pianura di Mughan

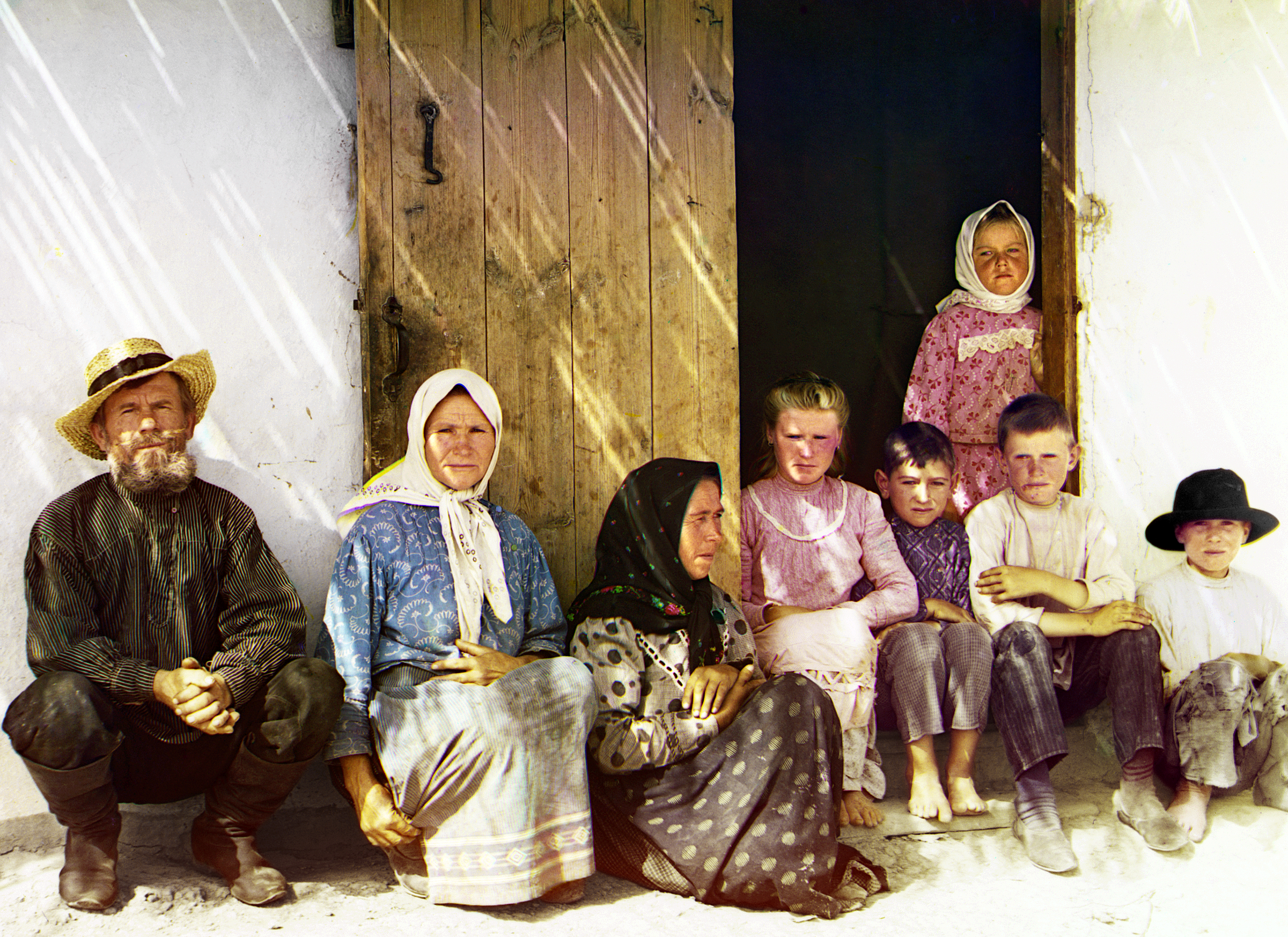
Mugan. La famiglia dell'insediamento dei coloni di Grafovka. (Coloni russi, probabilmente ortodossi russi, nella pianura di Mughan dell'Azerbaigian) Collezione Sergej Michajlovič Prokudin-Gorskij (Biblioteca del Congresso) 1905-1915

La pianura di Mughan (in azero Muğan düzü , مغان دوزو; in persiano دشت مغان‎) è una pianura nell'Iran nordoccidentale e nella parte meridionale della Repubblica dell'Azerbaigian. La più alta densità di canali di irrigazione si trova nella sezione della pianura di Mugan che si trova nella Repubblica dell'Azerbaigian. Si trova sulla riva del fiume Aras che estende fino all'Iran.
La pianura Mugan è composta da cinque città: Bilehard, Parsabad, Jafarabad, Germi e Aslan Duz. Un terzo della pianura si trova in Iran e il resto è in Azerbaigian. Il suolo di questa pianura è molto fertile.

## Alikemek-Tepesi

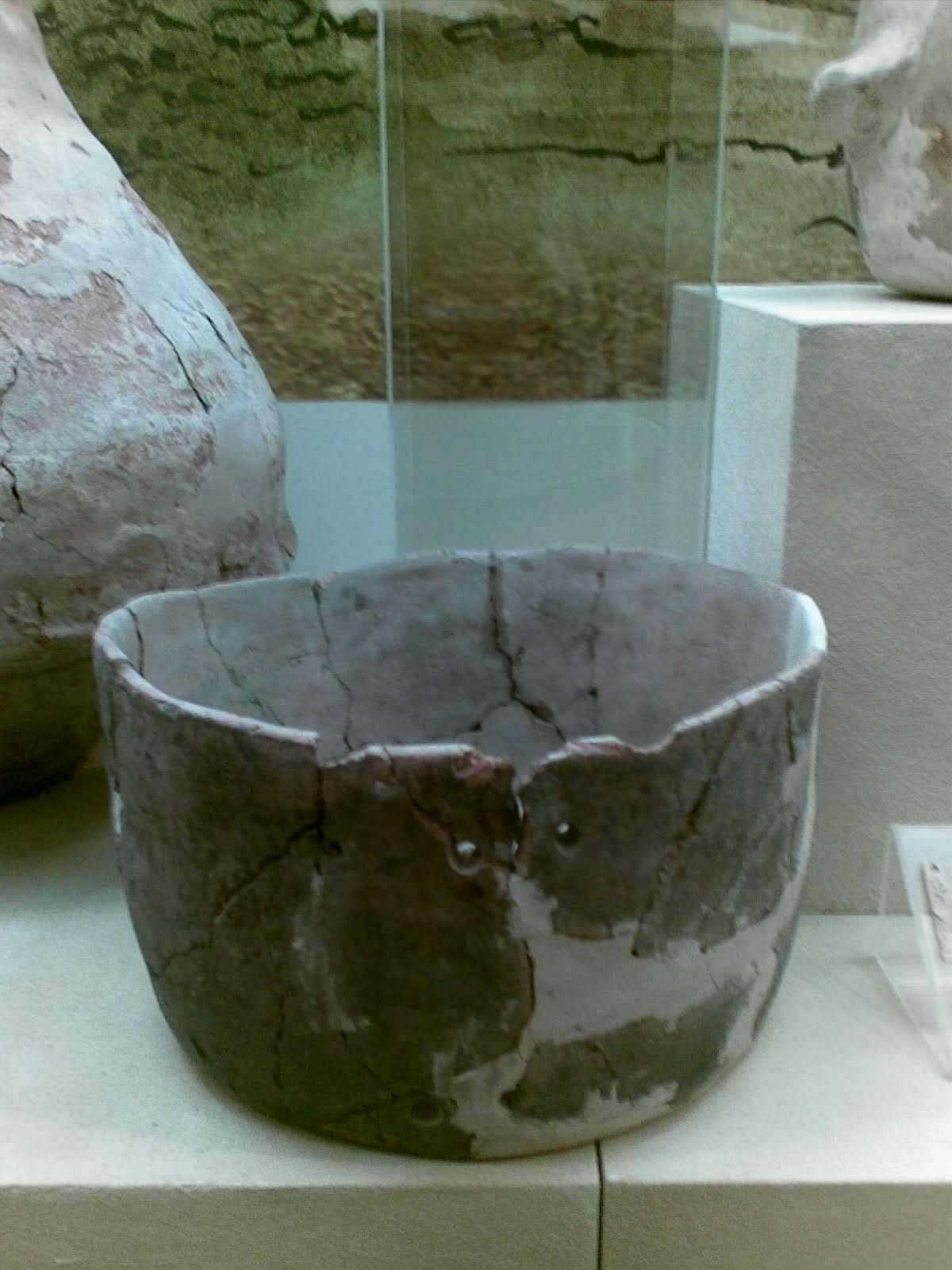
Antica ceramica di Alikemek-Tepesi, c. 5000-4500 a.C.

L'antico insediamento di Alikemek-Tepesi (Alikemektepesi), risalente al c. 5000 a.C., si trova nella pianura di Mughan e copre un'area di oltre 1 ettaro. I primi livelli appartenevano alla cultura Shulaveri-Shomu.